# Miserey-Salines
Miserey-Salines ist eine französische Gemeinde mit 2660 Einwohnern (Stand: 1. Januar 2022) im Département Doubs in der Region Bourgogne-Franche-Comté. Sie gehört zum Arrondissement Besançon und ist Mitglied im Gemeindeverband Grand Besançon Métropole. Die Bewohner werden Miseroulets und Miseroulettes genannt.

## Geographie
Miserey-Salines liegt auf 285 m, etwa sieben Kilometer nordwestlich der Stadt Besançon (Luftlinie). Das Dorf erstreckt sich in der leicht gewellten Landschaft zwischen den Flussläufen von Doubs (im Süden) und Ognon (im Norden), in einer Talmulde am westlichen Rand des Höhenzuges der Grande Côte.
Die Fläche des 6,22 km² großen Gemeindegebiets umfasst einen Abschnitt südlich des Ognon. Der zentrale Teil des Gebietes wird von einer Mulde eingenommen, die topographisch zum Einzugsgebiet des Ruisseau des Moulins (Zufluss des Ognon) gehört, jedoch unterirdisch entwässert wird. Umgeben wird dieses kleine Becken von Waldhügeln, die meist 300 bis 320 m erreichen. Nach Osten erstreckt sich das Gemeindeareal bis auf die westlichen Ausläufer des Höhenzuges der Grande Côte, auf dem mit 385 m die höchste Erhebung von Miserey-Salines erreicht wird. Die südliche Grenze wird von der Autobahn A36 markiert.
Nachbargemeinden von Miserey-Salines sind Les Auxons im Norden, Châtillon-le-Duc im Osten, École-Valentin und Pirey im Süden sowie Pouilley-les-Vignes im Westen.

## Geschichte
Erstmals urkundlich erwähnt wird Miserey im Jahr 1149 unter dem Namen Misere. Im Mittelalter unterstand das Dorf der Oberhoheit von Besançon. Zusammen mit der Franche-Comté gelangte es mit dem Frieden von Nimwegen 1678 definitiv an Frankreich. Mit der Entdeckung einer bis zu 55 m mächtigen Salzschicht im Jahre 1866 begann in den nachfolgenden Jahren der Salzabbau. Die Saline von Miserey war bis 1967 in Betrieb. Um eine Verwechslung mit anderen gleichnamigen Gemeinden zu vermeiden, wurde Miserey 1922 offiziell in Miserey-Salines umbenannt.

## Sehenswürdigkeiten
Die Kapelle Saint-Ferréol-et-Ferjeux wurde von 1720 bis 1730 erbaut. Sie besitzt bedeutende bemalte Holzstatuen aus dem 16. Jahrhundert und einen vergoldeten Altar aus dem 18. Jahrhundert. Aus dem 16. Jahrhundert stammt das Schloss, das im 18. Jahrhundert umgestaltet und 1910 mit einem viereckigen Turm versehen wurde.

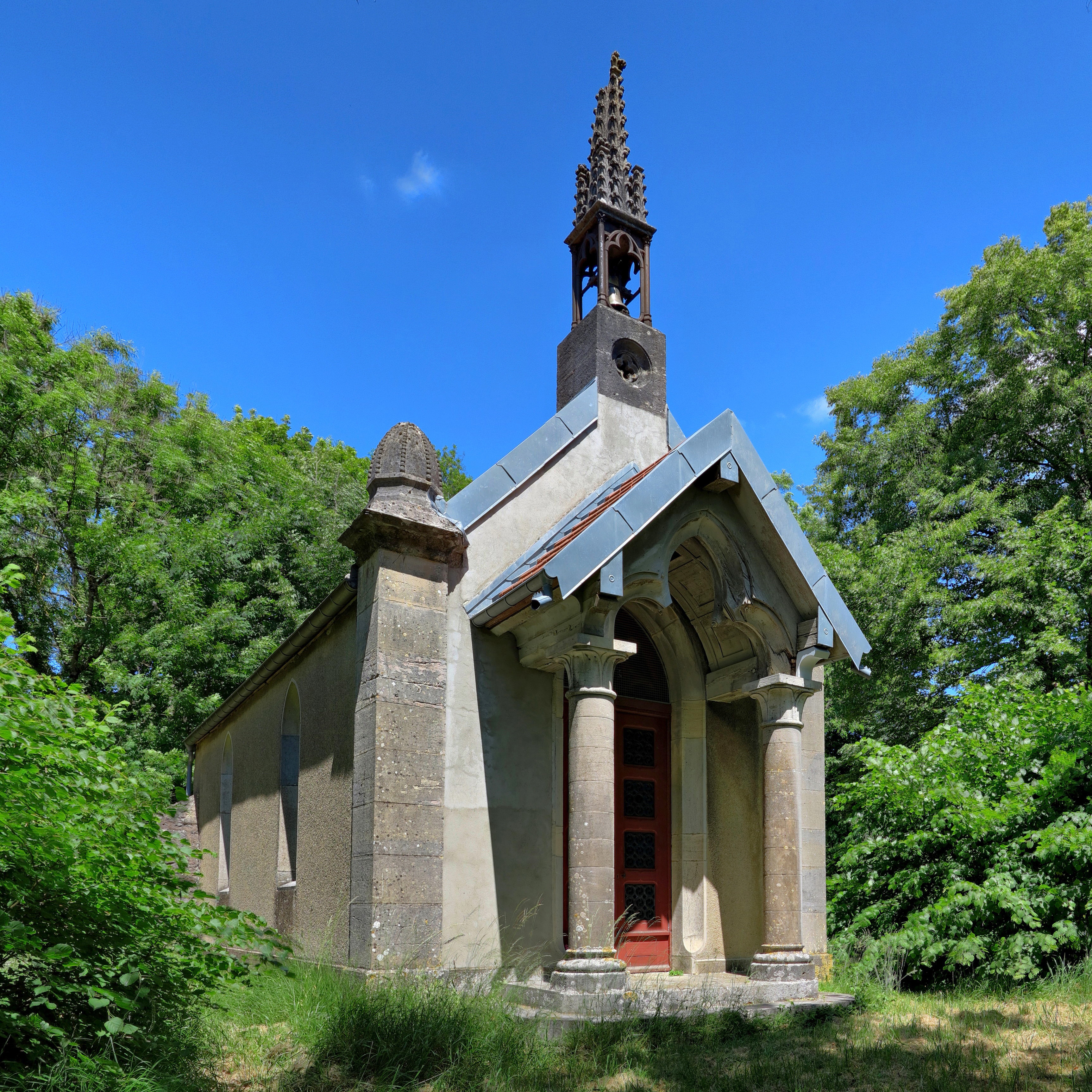
Kapelle Saint-Ferréol-et-Ferjeux
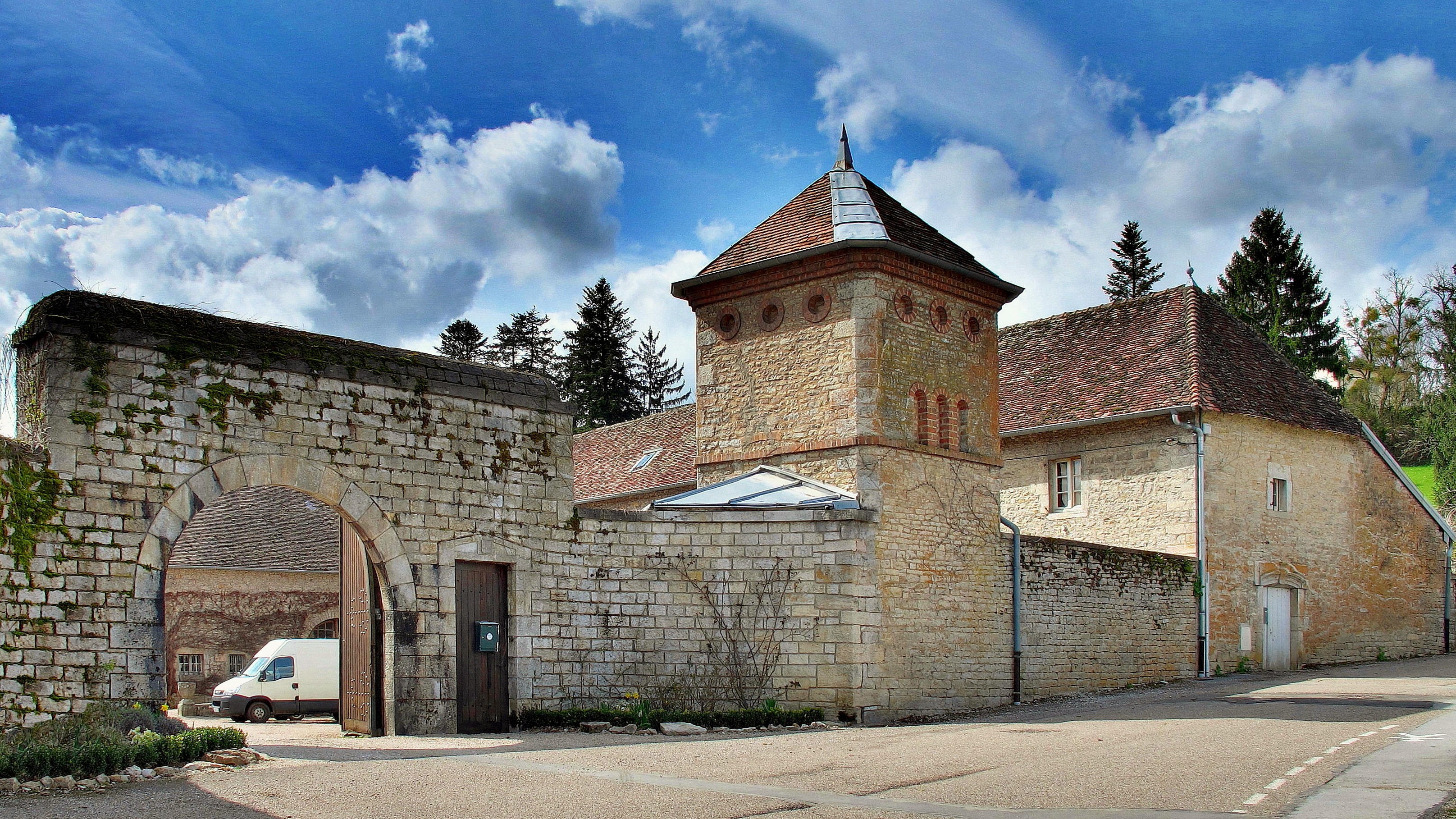
Schloss Miserey
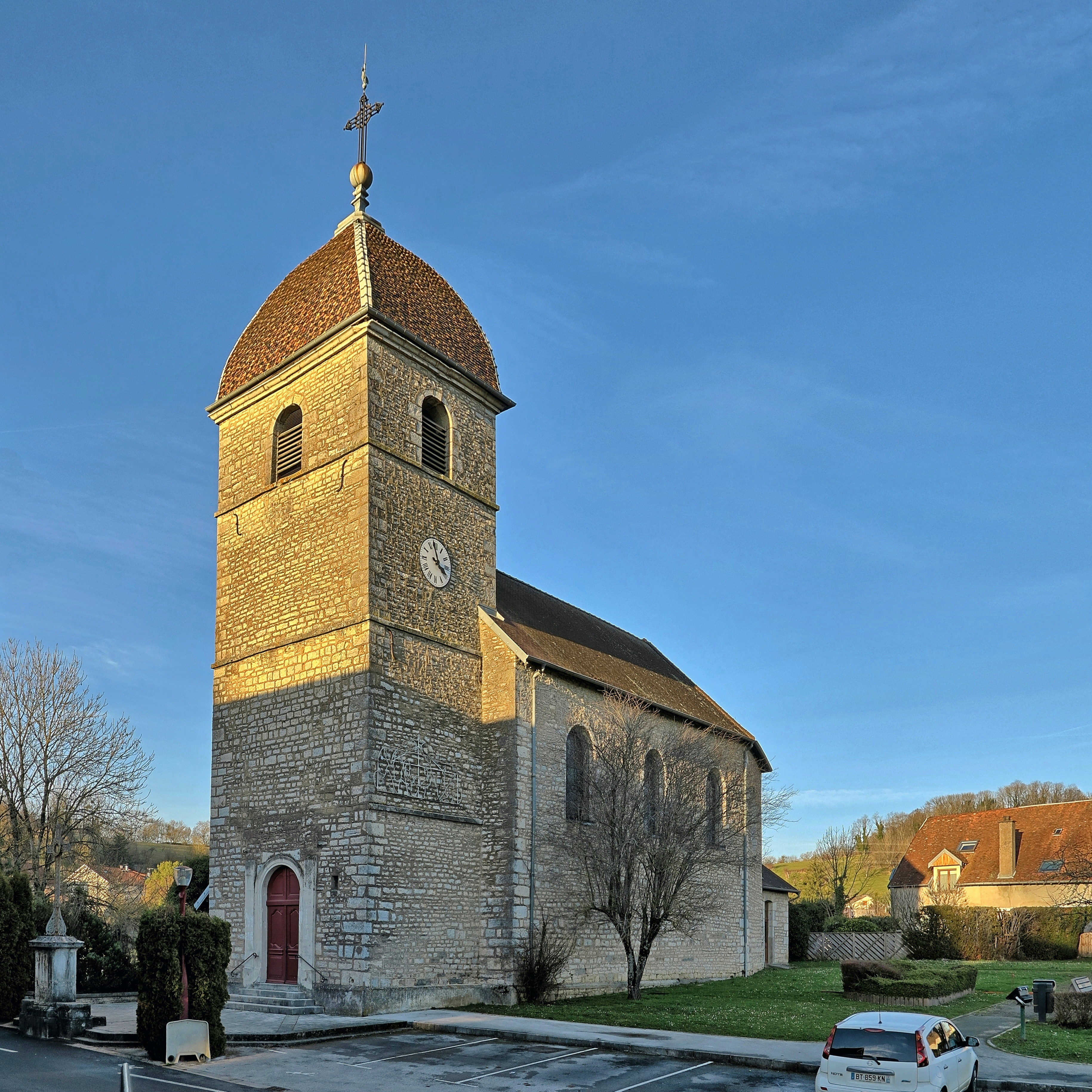
Kirche
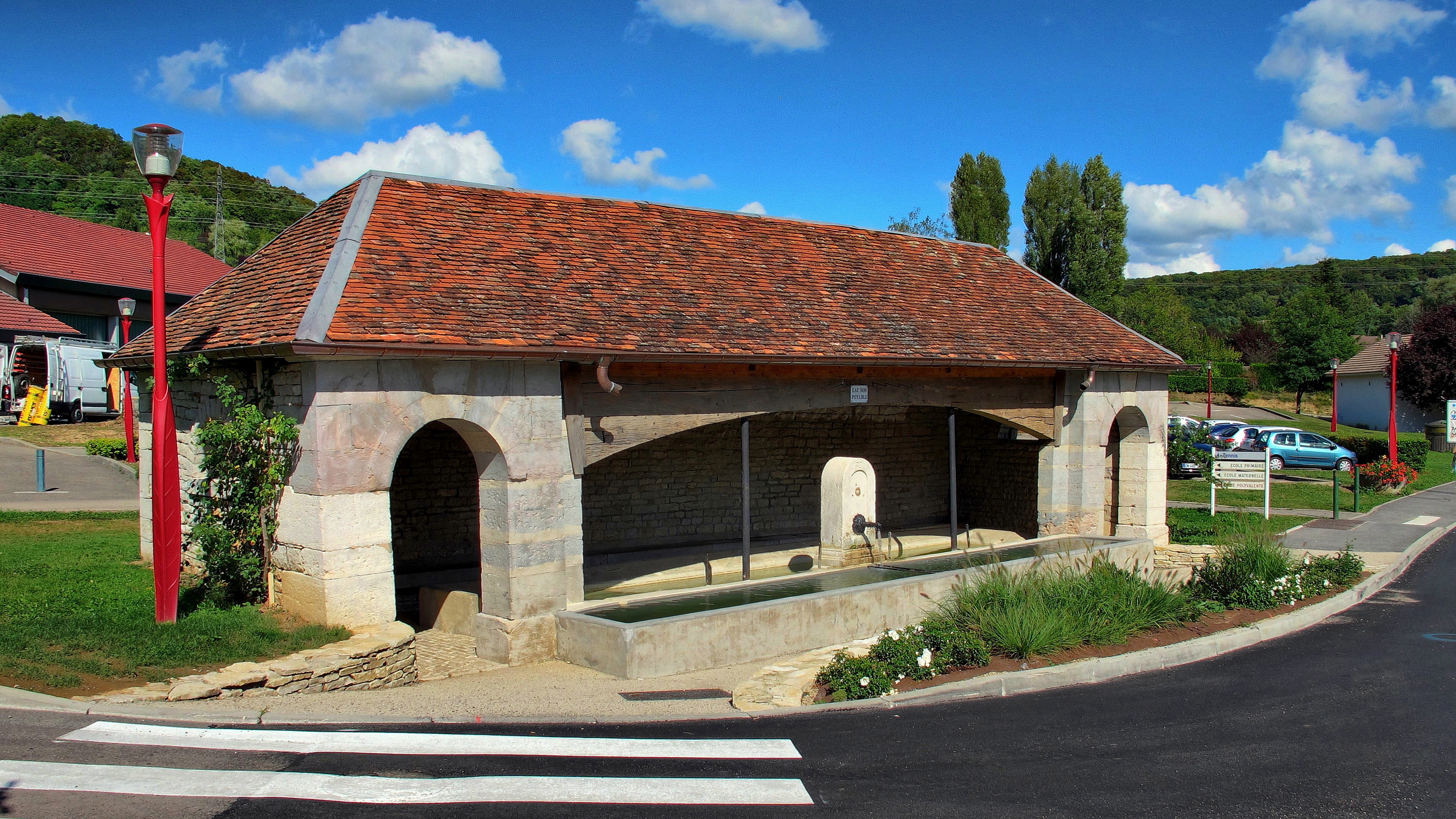
Lavoir

## Bevölkerung
| Jahr                       | 1962 | 1968 | 1975 | 1982 | 1990 | 1999 | 2016 | 2022 |
| Einwohner                  | 435  | 448  | 957  | 1326 | 2096 | 2157 | 2442 | 2660 |
| Quellen: Cassini und INSEE |      |      |      |      |      |      |      |      |

Mit 2660 Einwohnern (Stand 1. Januar 2022) gehört Miserey-Salines zu den mittelgroßen Gemeinden des Départements Doubs. Nachdem die Einwohnerzahl in der ersten Hälfte des 20. Jahrhunderts stets im Bereich zwischen 320 und 500 Personen gelegen hatte, wurde seit Beginn der 1960er Jahre ein markantes Bevölkerungswachstum verzeichnet. Seither hat sich die Einwohnerzahl mehr als verfünffacht.

## Wirtschaft und Infrastruktur
Miserey-Salines war bis ins 20. Jahrhundert hinein ein vorwiegend durch die Landwirtschaft (Ackerbau, Obstbau und Viehzucht) geprägtes Dorf. Daneben hatte der Salzabbau eine wichtige Bedeutung. Seit den 1970er Jahren hat sich südlich des Dorfes entlang der Autobahn eine Gewerbe- und Industriezone entwickelt, die sich mit ihren ungefähr 70 Hektaren auch auf die Gemeindegebiete von École-Valentin und Châtillon-le-Duc erstreckt. Hier haben sich zahlreiche Betriebe der Branchen Transportgewerbe, Metallverarbeitung, mechanische Werkstätten sowie Damen- und Herrenkonfektion niedergelassen. Daneben gibt es verschiedene Betriebe des Einzelhandels und einige Handelsfirmen.
Die Ortschaft liegt nahe der Hauptstraße N57, die von Besançon nach Vesoul führt. Der nächste Anschluss an die Autobahn A36, welche das Gemeindegebiet tangiert, befindet sich in einer Entfernung von ungefähr drei Kilometern. Weitere Straßenverbindungen bestehen mit École-Valentin, Pelousey, Auxon-Dessous und Auxon-Dessus. Die Gemeinde wird von der Bahnstrecke Besançon-Viotte–Vesoul durchquert. Einen Bahnhof gibt es nicht.